# Chiesa di San Bernardo (Ailoche)
La chiesa di San Bernardo è la parrocchiale di Ailoche, in provincia di Biella ed arcidiocesi di Vercelli; fa parte del vicariato di Gattinara.

## Storia
Originariamente vi era ad Ailoche un oratorio, sulle cui fondamenta venne costruita verso il 1626 la primitiva chiesa di San Bernardo, poi consacrata l'8 ottobre del 1628.
Tuttavia, già nella prima metà del secolo successivo iniziò il rifacimento della parrocchiale: in una prima fase furono ricostruiti il coro e il presbiterio, mentre il cantiere per la riedificazione della navata venne avviato nel 1836. Terminati i lavori nel 1840, il 26 luglio di quell'anno l'arcivescovo di Vercelli Alessandro d'Angennes impartì la consacrazione.
Nel biennio 1957-58 la chiesa fu oggetto di un importante lavoro di risistemazione e di consolidamento, mentre negli anni settanta venne condotto l'adeguamento liturgico secondo le usanze postconciliari mediante l'aggiunta dell'altare rivolto verso l'assemblea e del leggio.

## Descrizione

### Facciata
La facciata della chiesa, rivolta a sudovest e anticipata dal portico le cui colonne ioniche sorreggono degli archi, è suddivisa in due registri: quello inferiore presenta centralmente il portale maggiore e ai lati gli ingressi secondari e due finestre, mentre quello superiore è caratterizzato da una finestra bilobata e da due nicchie vuote e coronata dal timpano di forma triangolare, entro il quale si apre un oculo.
Annesso alla parrocchiale è il campanile a base quadrata, la cui cella presenta su ogni lato una serliana ed è coperta dal tetto a quattro falde.

### Interno
L'interno dell'edificio si compone di tre navate, interrotte dal transetto e separate da pilastri sorreggenti degli archi a tutto sesto e abbelliti da lesene sopra le quali corre la trabeazione modanata e aggettante su cui si impostano le volte di copertura; al termine dell'aula si sviluppa il presbiterio, rialzato di alcuni gradini, delimitato da balaustre e chiuso dall'abside di forma semicircolare.